# Société de consommation

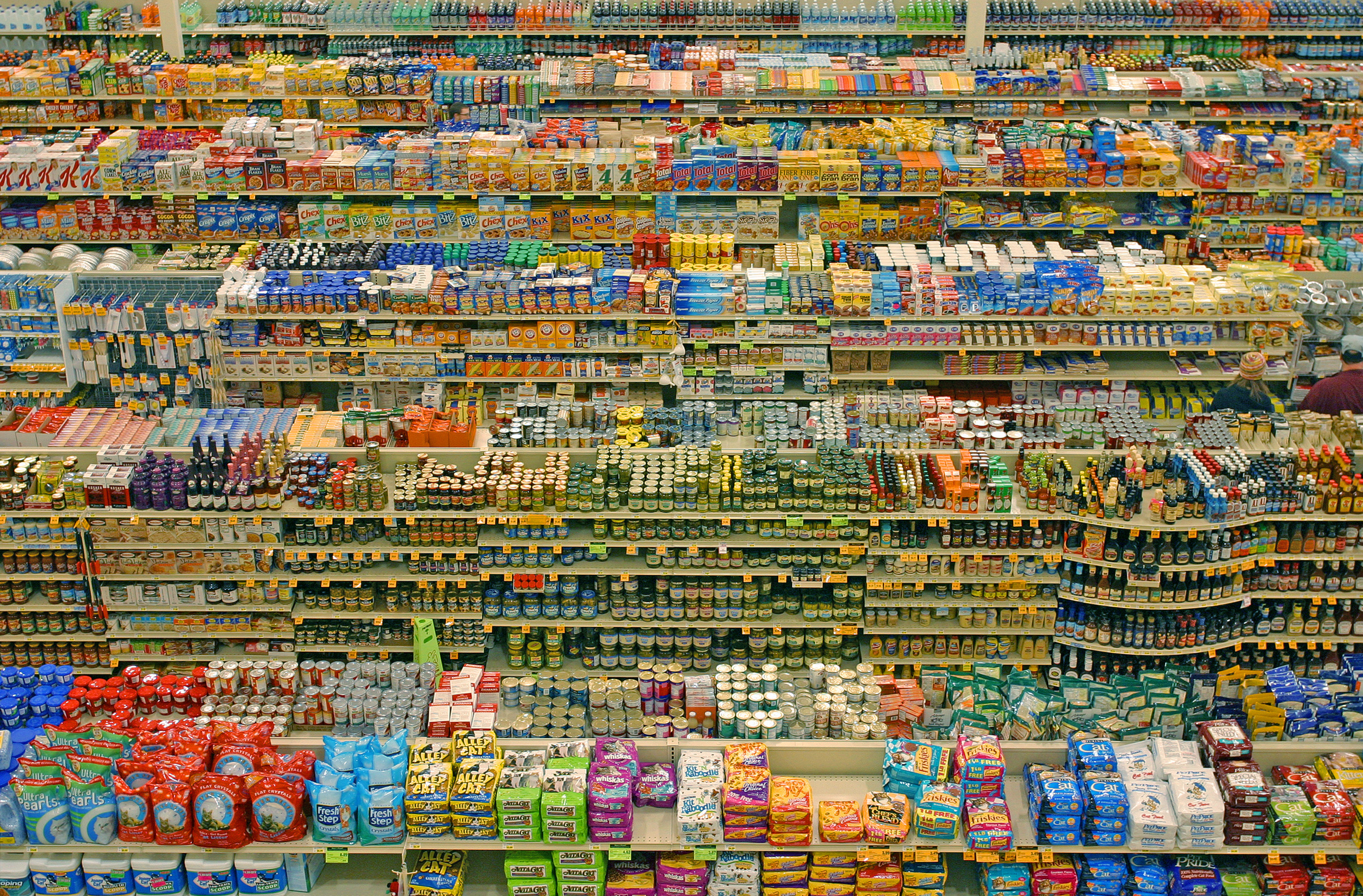
Produits alimentaires, pour la plupart ultra transformés, présentés dans les linéaires d'un supermarché (Portland, États-Unis, 2004).
Photographe : Andreas Gursky.

Le concept de « société de consommation », répandu surtout à partir de la seconde moitié du XXe siècle, désigne un système économique et social fondé sur la création et la stimulation systématique d'un désir de profiter de biens de consommation et de services dans des proportions toujours plus importantes.
Les techniques du marketing et de la publicité sont utilisées par les cadres d'entreprise afin d'inciter leur clientèle à acheter au-delà de leurs besoins, tandis que les biens sont conçus pour avoir une courte durée de vie par le biais à la fois de l'obsolescence programmée et de l'innovation. Il s'agit de pousser à la consommation, ce qui stimule la production, toutes les mesures étant prises pour que le désir de consommer l'emporte sur toute considération éthique. Le concept de « société de consommation » est ordinairement associé à une conception du monde décrite comme matérialiste, individualiste, marchande et adepte du progrès technique privilégiant les intérêts à court terme et les plaisirs éphémères au détriment du développement durable, de l'écologie et des relations sociales. Dans une société de consommation, la croissance économique constitue l'objectif des milieux politiques et économiques (patronat et syndicats confondus). Dès lors, l'augmentation du pouvoir d'achat et le partage de la valeur ajoutée deviennent les principaux motifs de contestation des individus.

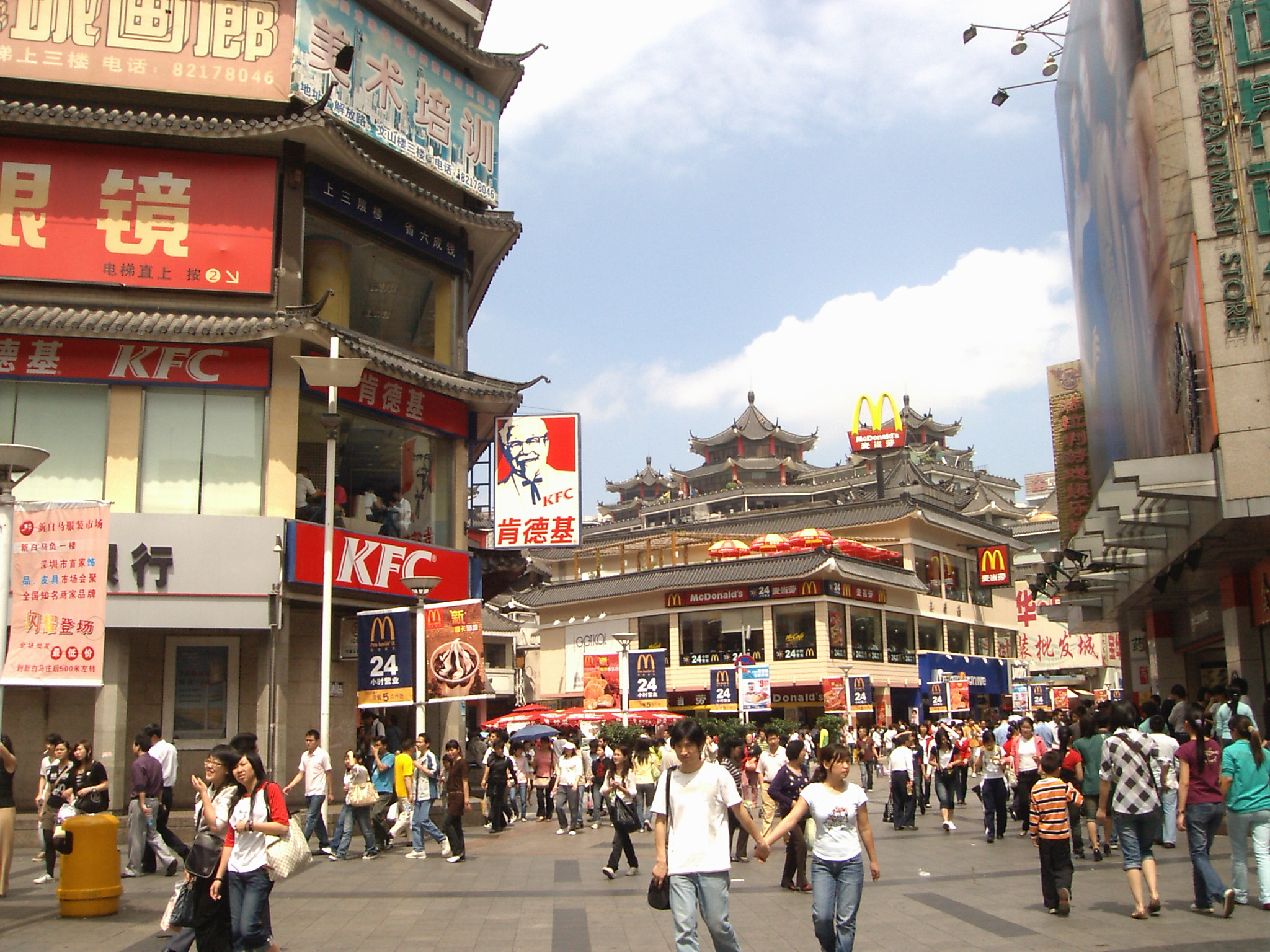
Mondialisation des fast-foods (Shenzhen, Chine, 2008).

Ayant été surtout utilisée pour critiquer le mode de vie occidental et le capitalisme, l'expression a évolué vers une critique plus large du productivisme depuis la fin de la Guerre froide et la chute de l'URSS, c'est-à-dire depuis que le capitalisme n'est plus une idéologie concurrencée par un bloc adverse et qu'il s'est généralisé à l'ensemble de la planète. En outre, si le modèle de société de consommation est principalement répandu dans les pays occidentaux, qui en sont les précurseurs, dans le cadre de la mondialisation, les pays émergents l'ont également progressivement adopté ce qui a permis de stimuler leur croissance économique.
Cependant, un pan croissant de scientifiques affirme qu'une forte réduction de notre consommation est nécessaire, pour faire face à l'extinction de l'Holocène et au réchauffement climatique. Ils remettent à nouveau en cause ce modèle de société, avec pour objectif d'en sortir. Ces mêmes scientifiques proposent ainsi diverses solutions afin de créer les conditions d'une société à la fois soutenable et épanouissante.

## Contexte

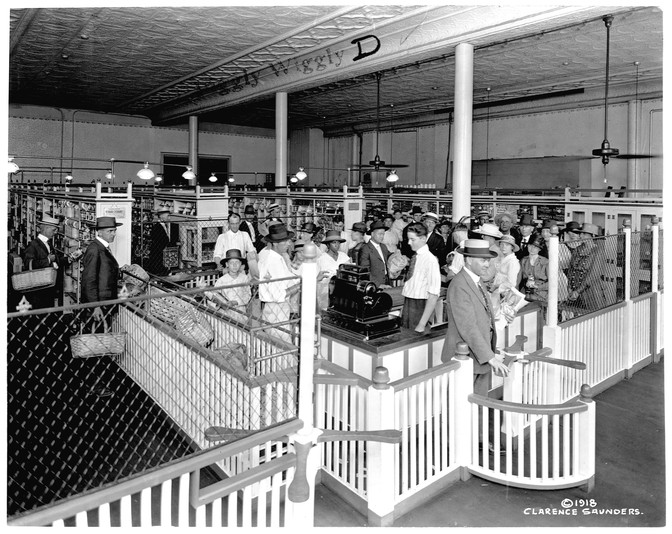
Un des tout premiers supermarchés aux États-Unis, le Piggly Wiggly de Memphis en 1917

Au lendemain de la Seconde Guerre mondiale, les États-Unis participent à la reconstruction des pays d'Europe au moyen du plan Marshall. Par ce biais, ils y introduisent leur style de vie, l'American Way of Life, dont l'un des principaux symboles depuis les années 1920 est le supermarché, un établissement de grandes surfaces pratiquant la vente au détail en libre-service de produits alimentaires et de la vie quotidienne (produits d'entretien, appareils électroménagers, etc.).
En France, on appelle « Trente Glorieuses » (1945-1975), l'époque qui caractérise l'avènement de cette société de consommation, et de ce nouveau mode de vie (qui suscita par ailleurs des contestations et remises en question, notamment de la part de la jeunesse lors des manifestations de Mai 68).

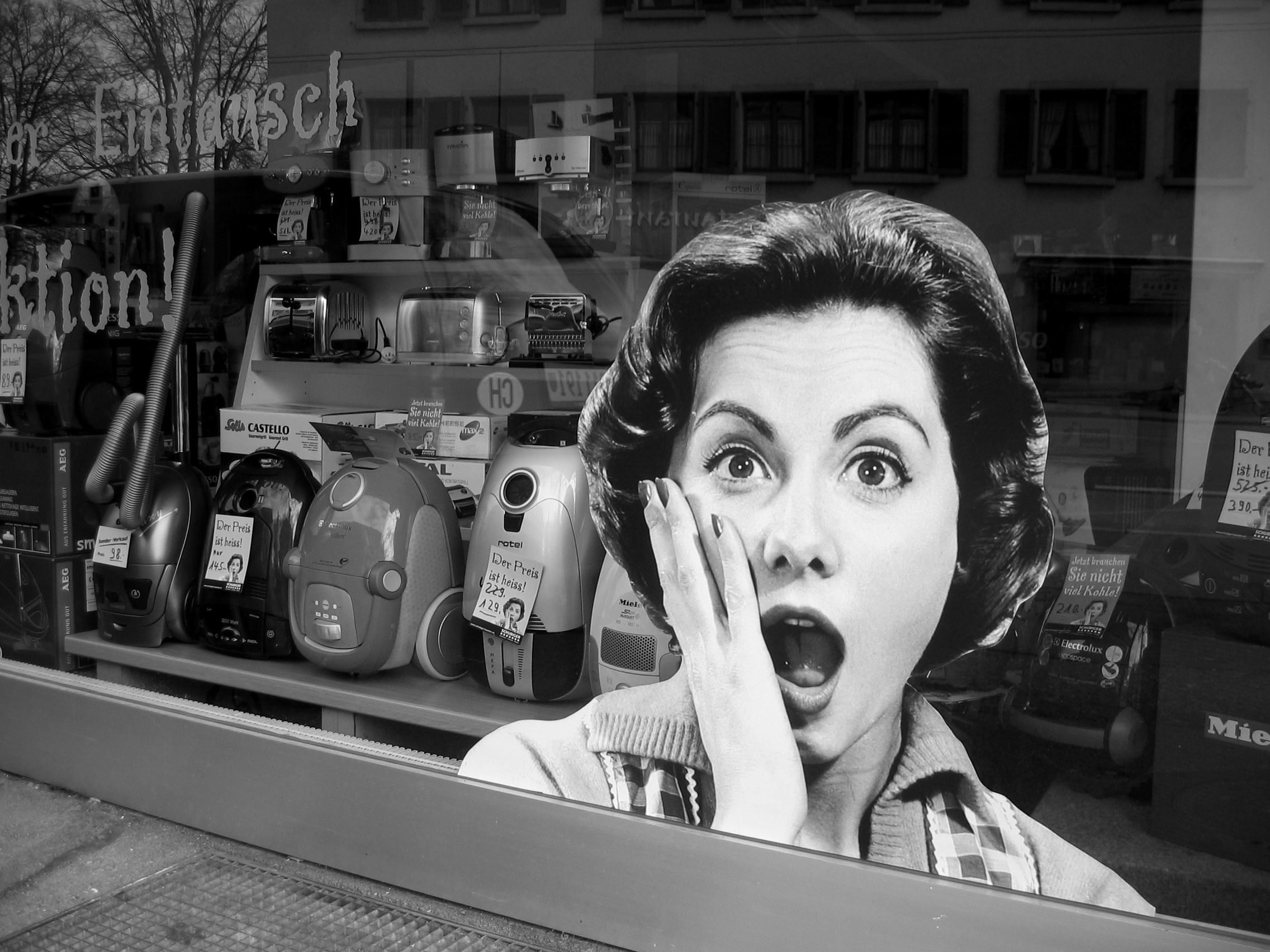
Vitrine d'un magasin d'appareils électroménagers à Saint-Gall en Suisse en 2005. On voit au visage émerveillé de « la ménagère », au premier plan, la différence entre d'une part, la réclame d'autrefois et, d'autre part, la publicité : la première se contentait de vanter des produits, la seconde fait l'apologie d'un style de vie.

Ces nouveaux lieux de commerce répondent à un désir de confort qui est lui-même entretenu artificiellement par les entreprises au moyen des techniques de publicité et de marketing : on ne se contente pas de promouvoir des produits et des services, mais un style de vie qui découle de l'acquisition de ces derniers, en se basant sur leur renouvellement continu. Ces techniques servent également à conférer une certaine dignité aux entreprises multinationales et aux politiciens qui promeuvent ce style de vie. Il ne s'agit plus seulement de toucher les consommateurs, mais plutôt l'ensemble de l'opinion publique, de sorte à entretenir le désir d'ascension sociale, de moyennisation, et à propager l'idée que le fait de posséder des biens matériels, de surcroît des biens matériels du « dernier cri », est un signe de distinction sociale. Edward Bernays, un Autrichien exilé aux États-Unis, neveu du fondateur de la psychanalyse Sigmund Freud, est l'un des pionniers de ce nouveau type de propagande qu'il a nommé relations publiques, un terme moins connoté négativement. Il a notamment accordé ses services à l'industrie du tabac.
L'ensemble de ce processus a été critiqué notamment par différents sociologues et philosophes dans la seconde moitié du XXe siècle,. Mais leurs analyses n'ont pas contribué à influer sur le cours des choses : à la fin du siècle, les supermarchés ont été dépassés par les hypermarchés dans les périphéries urbaines, tandis que les centres commerciaux fleurissent au cœur des grandes villes. Depuis l'avènement d'internet (qui se répand dans la population durant les années 1990) et du commerce en ligne, l'activité marchande se joue au sein même des foyers. Par ailleurs, la politique menée sur le plan international par l'Organisation mondiale du commerce, avec l'aval des gouvernements des pays industrialisés (toutes tendances partisanes confondues) s'opère dans le sens d'une marchandisation croissante de l'ensemble des secteurs d'activité.

## Genèse du concept

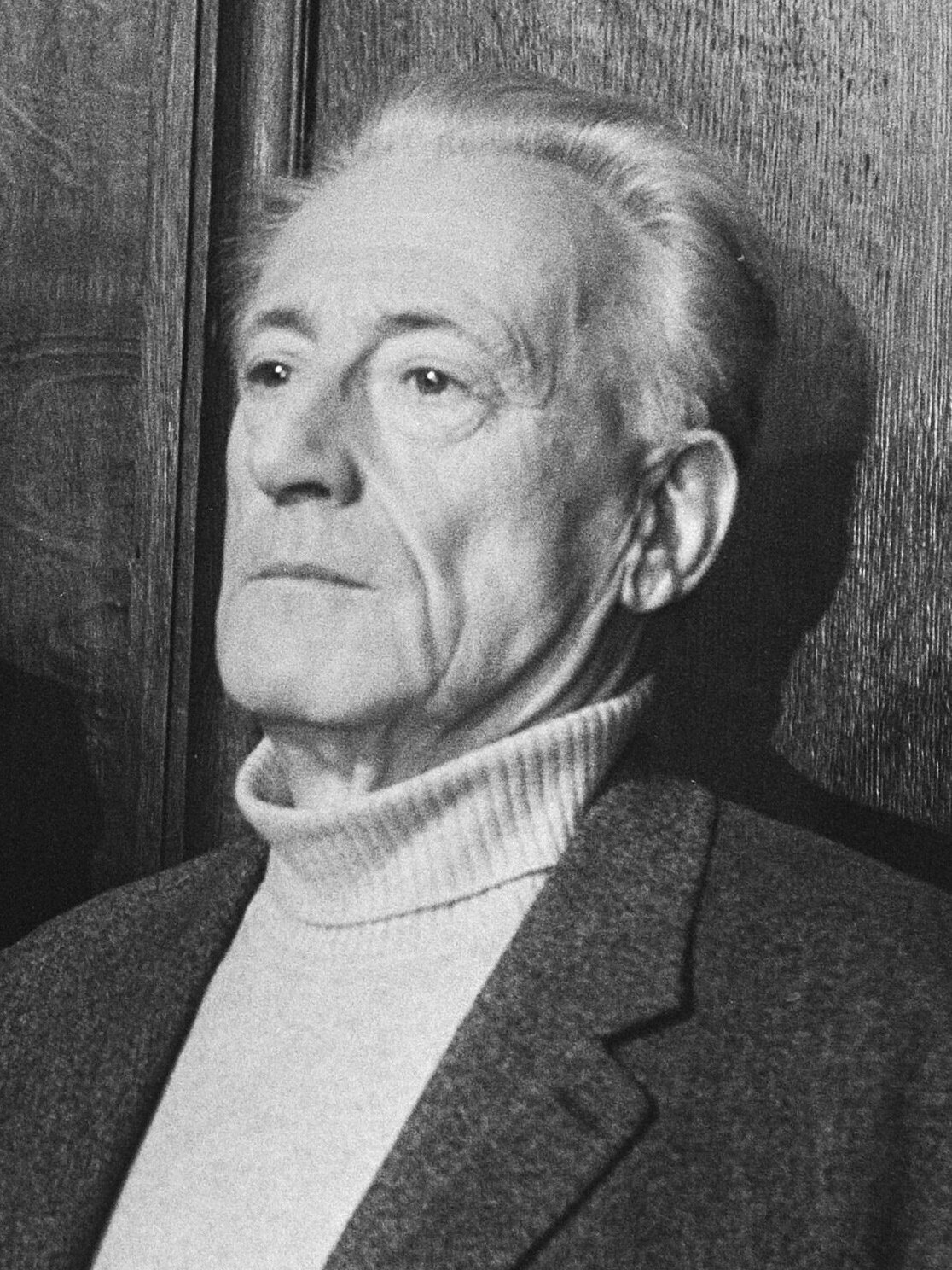
Henri Lefebvre.

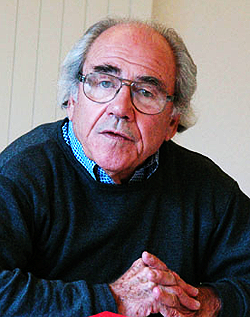
Jean Baudrillard.

Les premiers à construire cette réflexion autour de la place croissante de la consommation dans la société sont précisément des sociologues américains dans les années 1950. L'un d'entre eux est David Riesman, auteur en 1950 d'un livre qui sera abondamment commenté dans son pays, The Lonely Crowd, mais qui ne sera traduit en France qu'en 1964 : La Foule solitaire.
L'expression « société de consommation » est la simplification de la formule « société bureaucratique de consommation dirigée », définie dans les années 1950 par Henri Lefebvre comme étant l'état du capitalisme d'après 1945. Selon d'autres[Qui ?], cette expression daterait du tout début des années 1960 et serait de Jean-Marie Domenach, directeur de la revue Esprit,. On doit au philosophe Jean Baudrillard de l'avoir popularisée en 1970.

## Description du concept

### Concept général

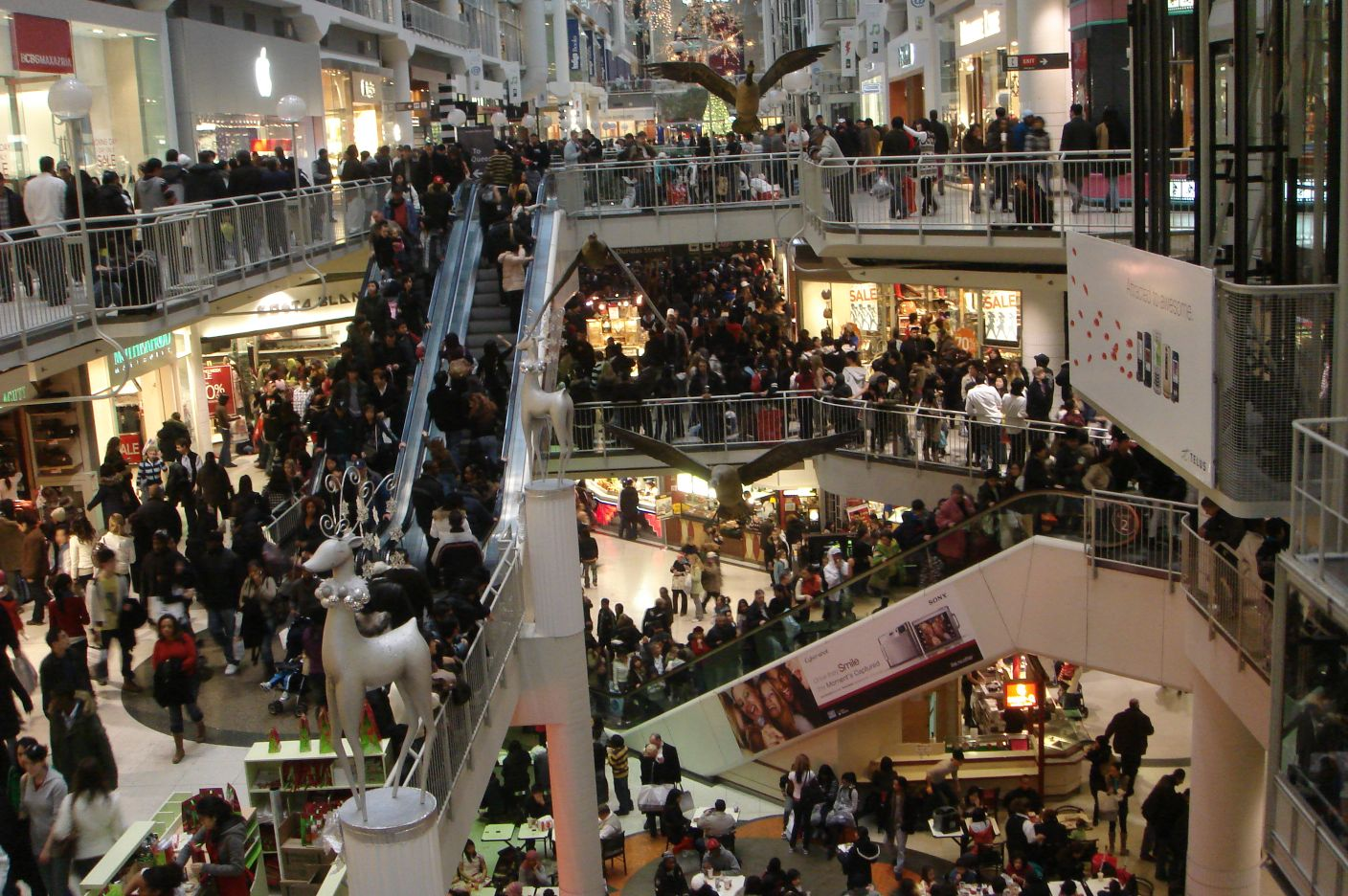
Foule dans un centre commercial lors d'un Boxing Day (Toronto, Canada, 2007).

Est qualifiée de « société de consommation » une société dans laquelle l'achat de biens de consommation est à la fois le principe et la finalité de cette société. Dans celle-ci, le niveau moyen de revenu élevé satisfait non seulement les besoins considérés comme essentiels (alimentation, logement, éducation, santé) mais permet aussi d'accumuler des biens (par plaisir, pression sociale ou publicitaire) et de les utiliser ou simplement de les montrer (pour des raisons esthétiques, ostentatoire, ou autres). Son symbole est l'objet « consommable » qui s'use et qu'il faut renouveler, voire l'objet jetable. S'il est possible de produire des objets plus résistants, cela augmenterait leur coût et leur durée de vie, ce qui nuirait alors à la consommation ancrée comme principe moteur et fondateur de la société, d'un point de vue économique, politique et social. La société de consommation s'appuie notamment sur les techniques de communication que sont la publicité et le marketing qui créent en permanence des désirs. En outre, au sein de ces modèles sociétaux, une norme de consommation doit être acquise, et est obligatoire à une parfaite intégration sociale.

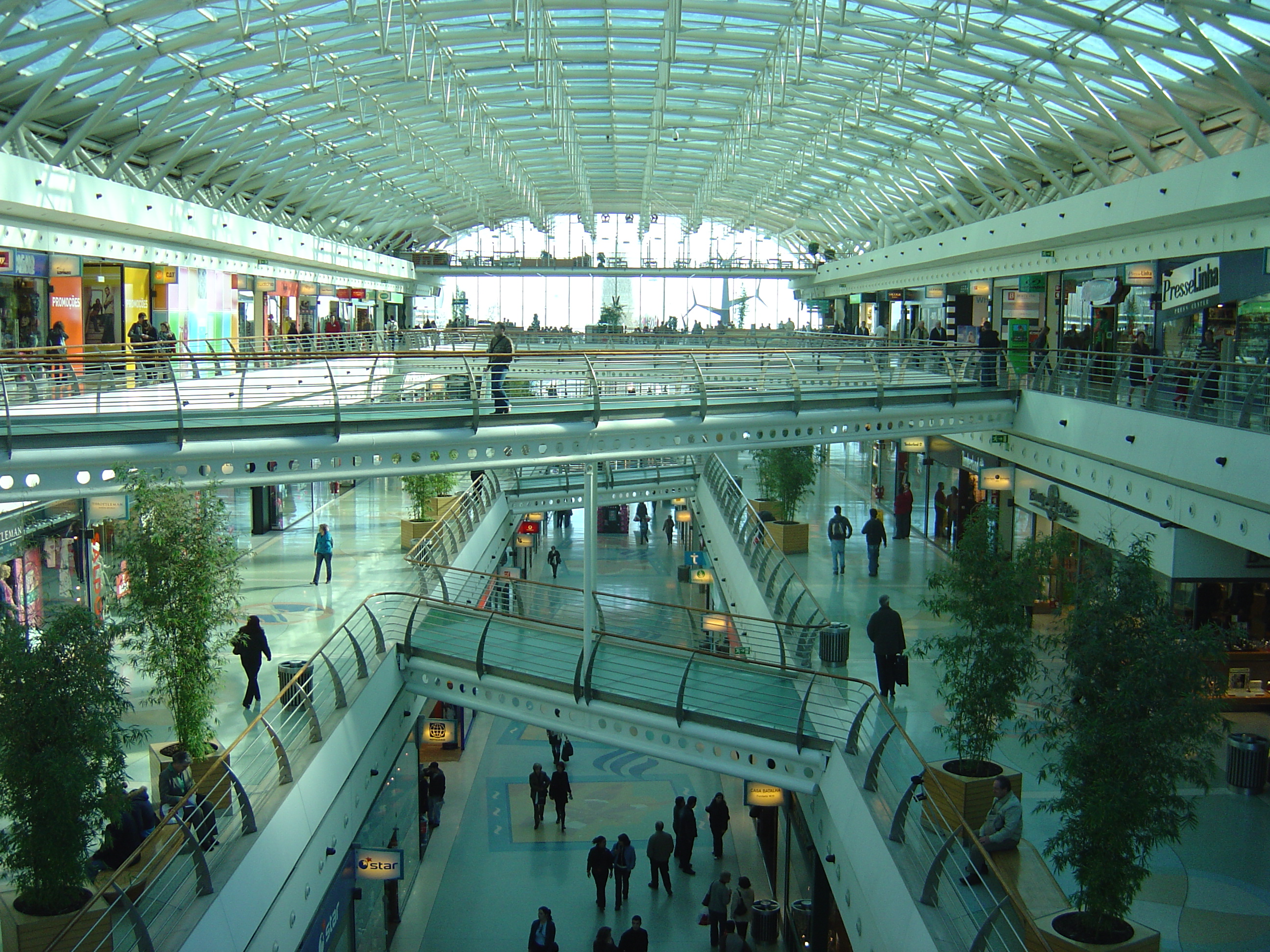
Un centre commercial (Lisbonne, Portugal, 2008).

Certains auteurs (André Voisin puis Louis Pinto) ont voulu éviter l'alternative consistant à prendre position sur la réalité de la société de consommation et à se déclarer pour (comme les penseurs « critiques » qui mettent en avant une aliénation générique des consommateurs) ou contre (comme les auteurs libéraux qui, en réaction aux précédents, mettent en avant leur « souveraineté »). Il s'agit pour eux de comprendre les conditions sociales d'apparition de la notion, de saisir contre quelles notions concurrentes elle s'est imposée, quels sont ses présupposés, ses effets, ses différentes versions. La politique libérale de la consommation élaborée depuis les années 1970 (à la suite de la contestation de Mai 1968) a permis de procurer une vraisemblance au moins relative à la liberté du consommateur à travers des dispositifs, notamment juridiques (droit de la consommation) ou commerciaux (formation des vendeurs).
Des défenseurs de la société de consommation affirment que celle-ci est une bonne chose notamment car elle a accru le « niveau de vie », à savoir qu'elle a augmenté l'accès à des biens et services en volume et en diversité à un grand nombre d'êtres humains. Mais pour les opposants à cette société de consommation, celle-ci doit être combattue. Ils avancent ainsi plusieurs arguments pour justifier cette conviction. Leur argumentaire peut se diviser en plusieurs domaines de critiques : philosophique (à propos d'esthétique, de sens de la vie, de morale, etc.), écologique, psychologique, social, économique et politique. À noter que ces parties forment un tout cohérent et qu'elles peuvent être liées.

### Humainement
La critique principale sur laquelle repose la plupart des autres, est celle stipulant qu'il y a, d'un côté, des besoins fondamentaux de consommer qui sont nécessaires et justifiés et, de l'autre, des désirs de consommer qui outrepassent nos besoins réels et manquent leur but initial de nous procurer satisfaction ou bonheur. Il y a donc consommation légitime et surconsommation. Une recherche en psychologie a confirmé cette distinction, il s'agit de celle ayant mis au jour le paradoxe d'Easterlin lié au paradoxe de l'abondance. Selon ses résultats, le bonheur généré par une richesse plus élevée (et donc une capacité de consommer accrue) est éphémère, au bout de deux ou trois ans, 60 % de la satisfaction liée à celle-ci disparaît. Le Bonheur intérieur net stagne malgré l'accumulation des richesses. Daniel Cohen ajoute que : « ce sont les augmentations de la richesse qui sont le déterminant du bonheur, pas son niveau, quel que soit celui-ci ». À partir de là, il peut y avoir deux interprétations, possiblement complémentaires : soit la satisfaction temporaire se manifeste dans l'individu seul face à sa consommation, soit elle découle d'un rapport à autrui comme exposé dans la théorie des « sentiments moraux » développée par les économistes Adam Smith et Albert Hirschman, basée sur la nécessité d'être reconnu par les autres, par vanité et rivalité, impliquant un perpétuel dépassement d'autrui,. Ainsi, la consommation ne procure que des plaisirs éphémères dans une quête sans fin, comparablement à une drogue, et ne peut donc pas être considérée comme fondamentalement utile pour le bonheur, celui-ci étant défini comme un état stable.

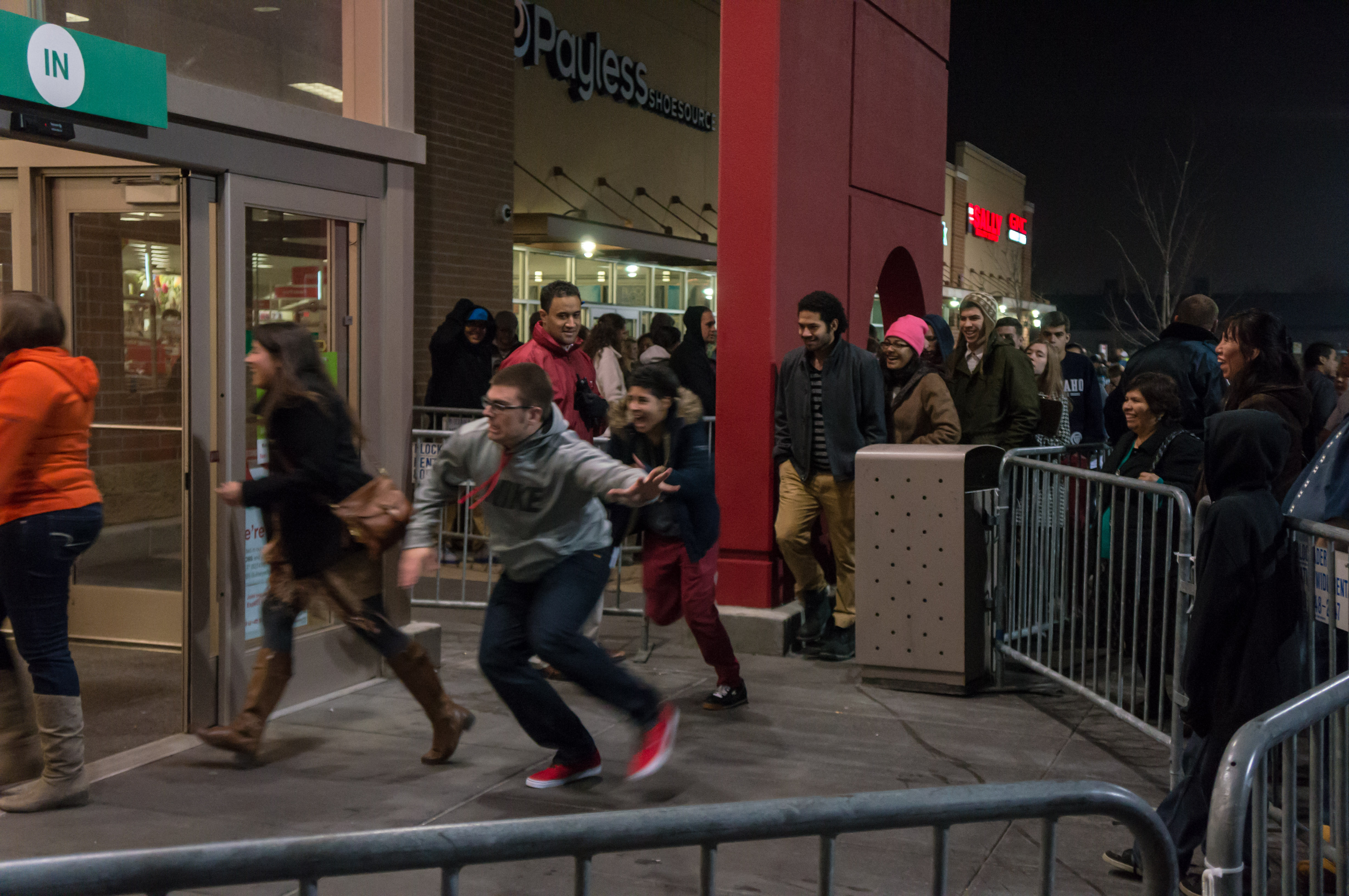
Scène de précipitation lors d'un Black Friday (Laramie, États-Unis, 2014)

De plus, du point de vue psychologique, ce consumérisme peut entraîner une continuelle frustration (encouragée par les modèles, les jalousies et les désirs alimentés par la publicité) qui engendre mal-être et parfois les comportements agressifs qui en découlent.
Sur le plan économique individuel, la création perpétuelle de nouveaux désirs peut mener à la fois à la précarité ou au surmenage. En effet, pour répondre à ces désirs renouvelés, le travailleur doit les assouvir par l'acte d'achat et ainsi gagner suffisamment d'argent pour pouvoir se le permettre ou contracter un emprunt. Il peut alors soit se restreindre sur les besoins élémentaires afin d'assouvir ces désirs ou se retrouver surendetté ou encore devoir travailler au-delà de ses limites psycho-physiques.

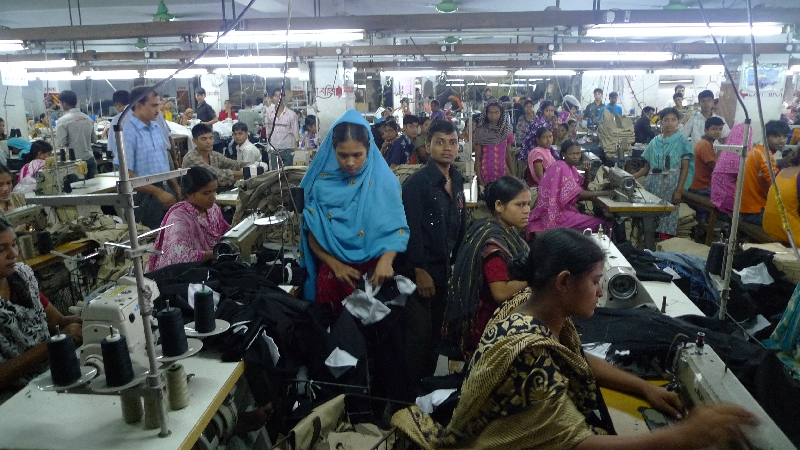
Fabrication textile (Dacca, Bangladesh, 2009).

Du point de vue social, lorsque la consommation devient la valeur centrale de la société, l'être humain peut devenir lui aussi un « produit » qui doit « savoir se vendre », qui doit entrer « en concurrence », « en guerre » avec tous et autrui et dont on peut dégrader les conditions de travail. La cohésion sociale et les valeurs humaines sont alors mises au second plan, qui plus est lorsque ce principe s'applique sur fond de crise économique et sociale entraînant une pression et une détresse morale, voire un isolement social, que la consommation ne parvient pas à atténuer.
Pour l'aspect sociétal, la publicité est parfois décriée pour sa mise en scène de contenus discriminatoires que ceux-ci soient sexistes, racistes, homophobes, etc. Elle peut aussi être composée, volontairement ou non, d'affirmations erronées et ainsi être qualifiée de mensongère, par exemple lorsqu'il s'agit de « verdir » les produits seulement en apparence, par le biais du greenwashing. Ces dénonciations sont notamment soutenues par les mouvements antipub.
Du point de vue politique, Pier Paolo Pasolini déclarait, dans les années 1970, qu'il était « profondément convaincu que le vrai fascisme est ce que les sociologues ont trop gentiment nommé la société de consommation. » Pour lui, le caractère imposé, massif et uniformisant de la société de consommation est assimilable à la volonté fasciste de constituer, par la force, un Homme nouveau n'ayant plus d'individualité et de particularités propres. Le philosophe et militant Jean Zin affirme que l'on peut nommer cette « utopie totalitaire voulant forger un homme nouveau unidimensionnel » l'Homo œconomicus, terme utilisé par les économistes néoclassiques, à l'instar du concept d'homo sovieticus concernant les ressortissants de l'URSS.

### Philosophiquement
Comme d'autres, le modèle de la société de consommation repose sur des principes particuliers qui peuvent être remis en question.
Premièrement, du point de vue métaphysique, la vision du monde qu'elle propose est matérialiste, à savoir que tout est matière. Or, cette affirmation est controversée, notamment en philosophie de l'esprit : il existe des arguments[Par exemple ?] en faveur d'un univers qui ne serait pas seulement composé de matière.
Deuxièmement, sur le plan ontologique, lié à cette première assertion, le monde est vu au travers du point de vue marchand, mercantile ou encore commercial, c'est une conception purement économiciste du monde. Les êtres humains ainsi que la nature ne sont considérés que dès lors qu'ils entrent dans cet échange d'éléments ayant une valeur économique. On parle alors essentiellement de « capital naturel », de « marchandise » et de « consommateur ». Or, ce point de vue peut être considéré comme réducteur. Cet argument est utilisé notamment par les altermondialistes dont un des slogans clame que « le monde n'est pas une marchandise ».

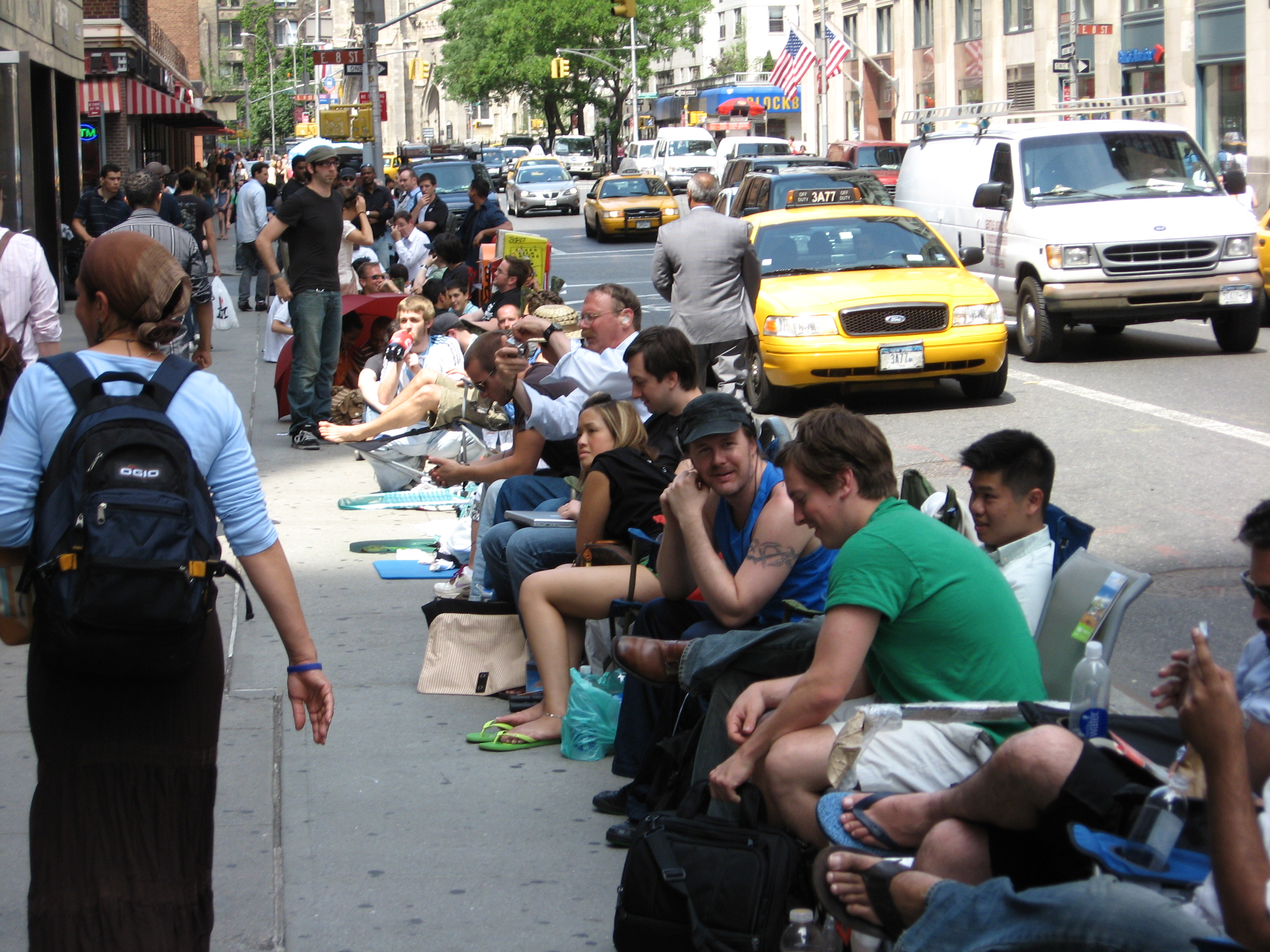
Attente de l'ouverture d'un magasin pour la sortie d'un nouveau smartphone (New York, États-Unis, 2007).

Troisièmement, d'un point de vue moral et politique, il y a un problème de distinction entre moyens et fins. En effet, dans une société de consommation, les moyens (les objets consommables, la marchandise) deviennent des fins en soi. L'horizon unique, le seul projet de société étant d'accumuler des moyens, il y a pénurie de « véritable finalité ».
Quatrièmement, cette vision des choses peut amener à une crise existentielle. Ainsi, selon les thèses de Karl Marx, le fétichisme de la marchandise (le fait d'attribuer davantage de propriétés aux objets matériels que leur seule fonction matérielle), conduit fatalement à une forme de dépossession de soi : l'aliénation. Également, les philosophies antiques, notamment celles de Socrate, Platon, Épictète et Diogène nous enjoignent à ne pas confondre « avoir » et « être ». L'adepte de la société de consommation pense que le fait de posséder un objet implique que la valeur financière et symbolique de cet objet se reporte sur son propriétaire ; cette idée peut être résumée de manière caricaturale par : j'ai un bien, alors je suis en partie ce bien. Or, c'est un paralogisme, c'est-à-dire une logique tronquée, qui vise à établir une identité, une continuité entre deux entités qui sont en fait séparées et discontinues. Dans la citation suivante, Épictète expose l'absurdité d'une telle proposition : « Ne te monte jamais la tête pour une chose où ton mérite n'est pas en cause. Passe encore que ton cheval lui-même se monte la tête en disant : « Je suis beau » ; mais que toi, tu sois fier de dire : « J'ai un beau cheval » ? Rends-toi compte que ce qui t'excite c'est le mérite de ton cheval ! Qu'est-ce qui est vraiment à toi ? L'usage que tu fais de tes représentations ; toutes les fois qu'il est conforme à la nature, tu peux être fier de toi : pour le coup, ce dont tu seras fier viendra vraiment de toi. » Manuel d'Épictète, chapitre VI.
Plus vulgairement, une phrase probablement prêtée à tort à Napoléon, qui l'aurait dite à Talleyrand, marque également la distinction entre une chose acquise et celui qui en est pourvu : « Vous êtes de la merde dans un bas de soie ! ». L'appropriation des caractéristiques admises culturellement comme positives (notamment de distinction) des bas de soie par leur propriétaire est ici mise en échec : ce dernier est ramené à sa personne (en l’occurrence fortement dénigrée par l'émetteur de la phrase).
Cinquièmement, c'est aussi le rapport à autrui qui en est modifié. Puisque ce qui compte est la consommation, les relations sociales deviennent de simples moyens et sont par-là même artificielles : selon Jean Baudrillard, il s'agit de se différencier des autres et d'épater autrui par des symboles de richesse et de puissance assimilées à l'accumulation de biens, au détriment de l'authenticité et de la profondeur des relations humaines qui pourraient pourtant prétendre à être une finalité de société comme le souhaiterait Ivan Illich par exemple,,.
Sixièmement, dans la société de consommation, le quantitatif (productivisme, croissance, management agressif, profit, etc.) est valorisé aux dépens du caractère qualitatif (beauté, biodiversité, durabilité, valeurs et dignité humaines, qualité de vie, etc.), par exemple une forêt rentable vaudra mieux qu'une belle forêt saine faisant partie d'un patrimoine commun.
Septièmement, d'un point de vue esthétique et découlant des autres points, la société de consommation engendre un monde qui peut être considéré comme « dégradé ». Les mouvements antipub dénoncent par exemple l'impact de la publicité sur le paysage.

### Écologiquement

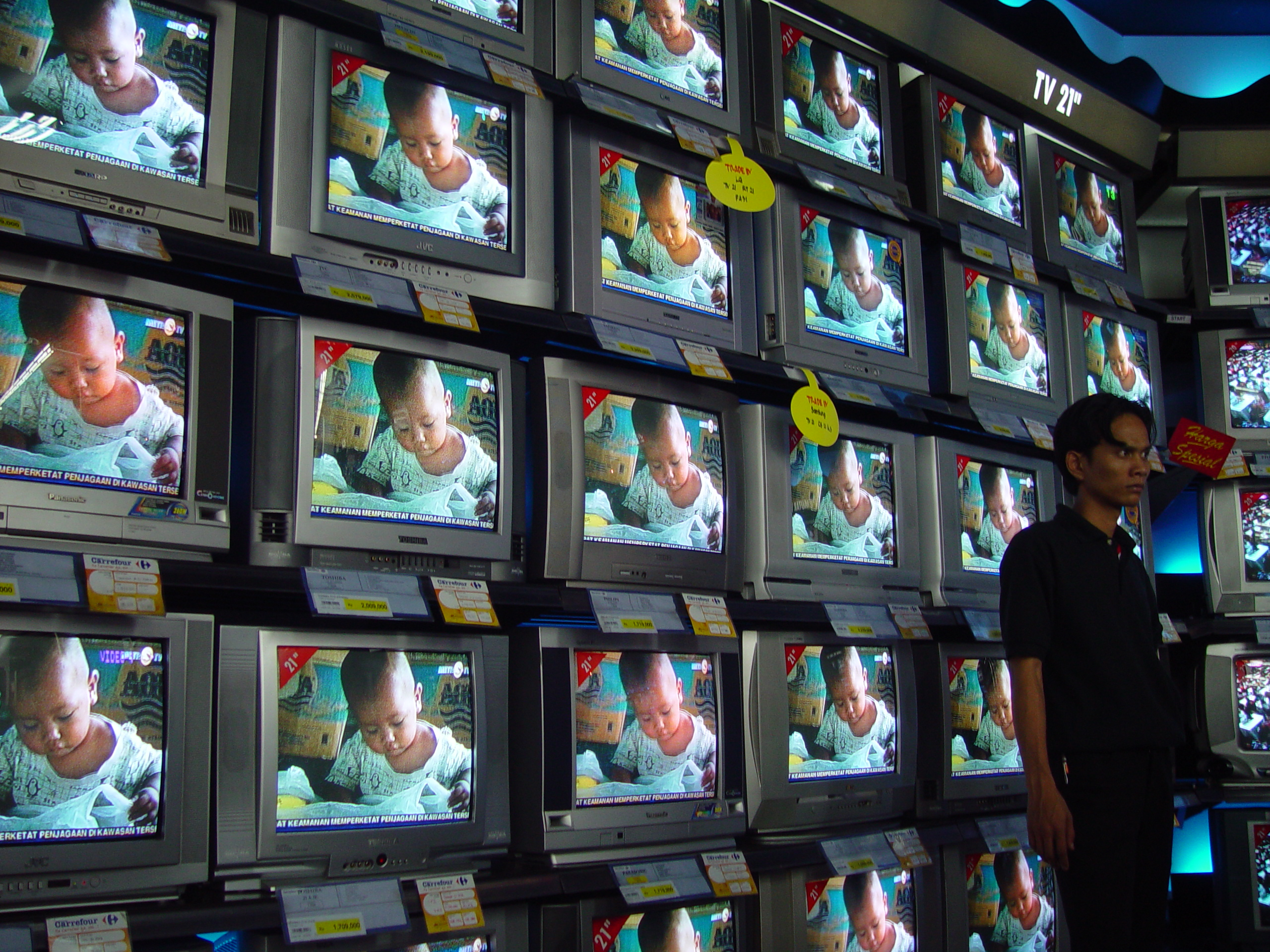
Magasin d'objets électroniques dans un centre commercial (Jakarta, Indonésie, 2004).

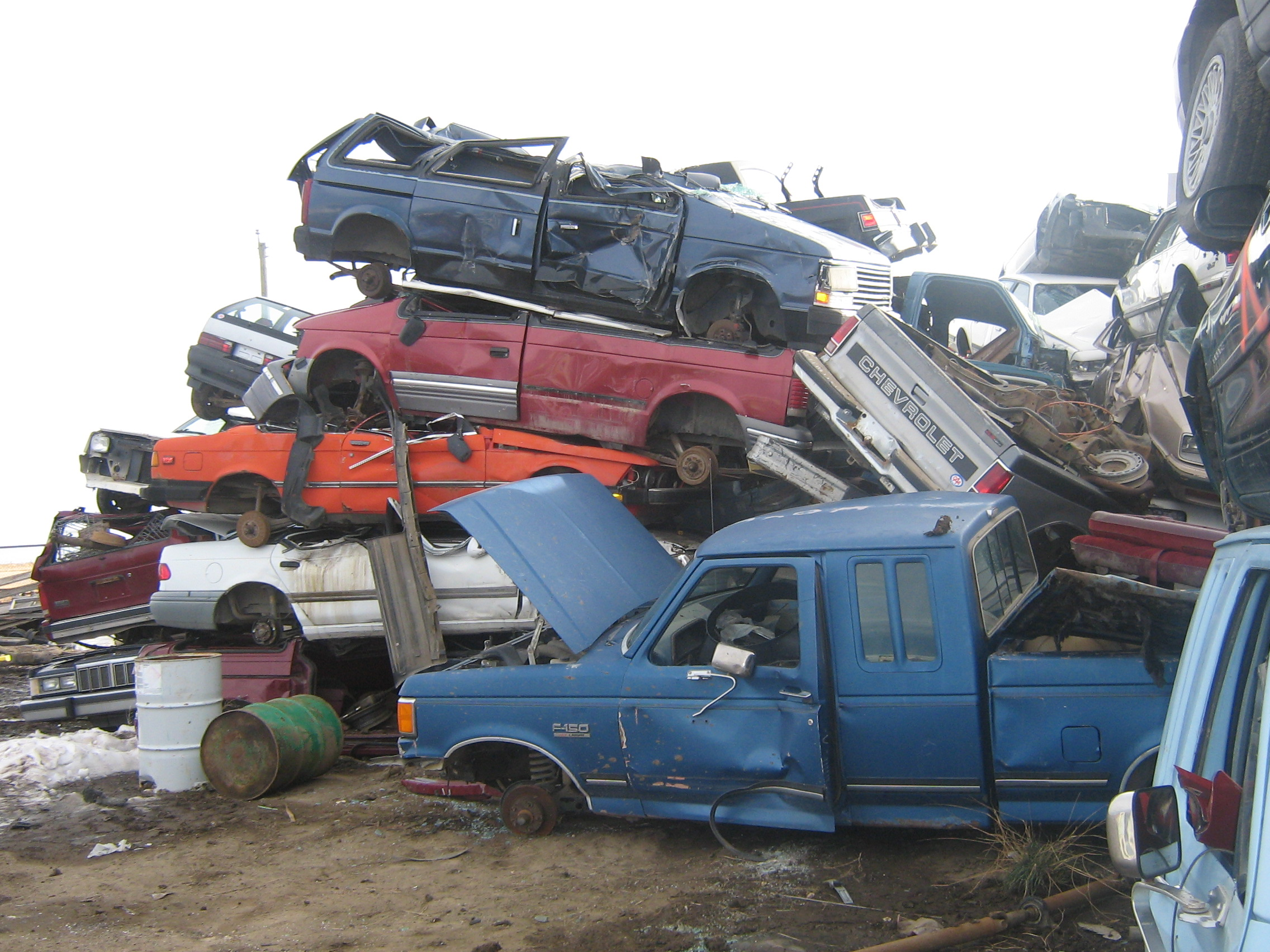
Décharge automobile (Lethbridge, Canada, 2009).

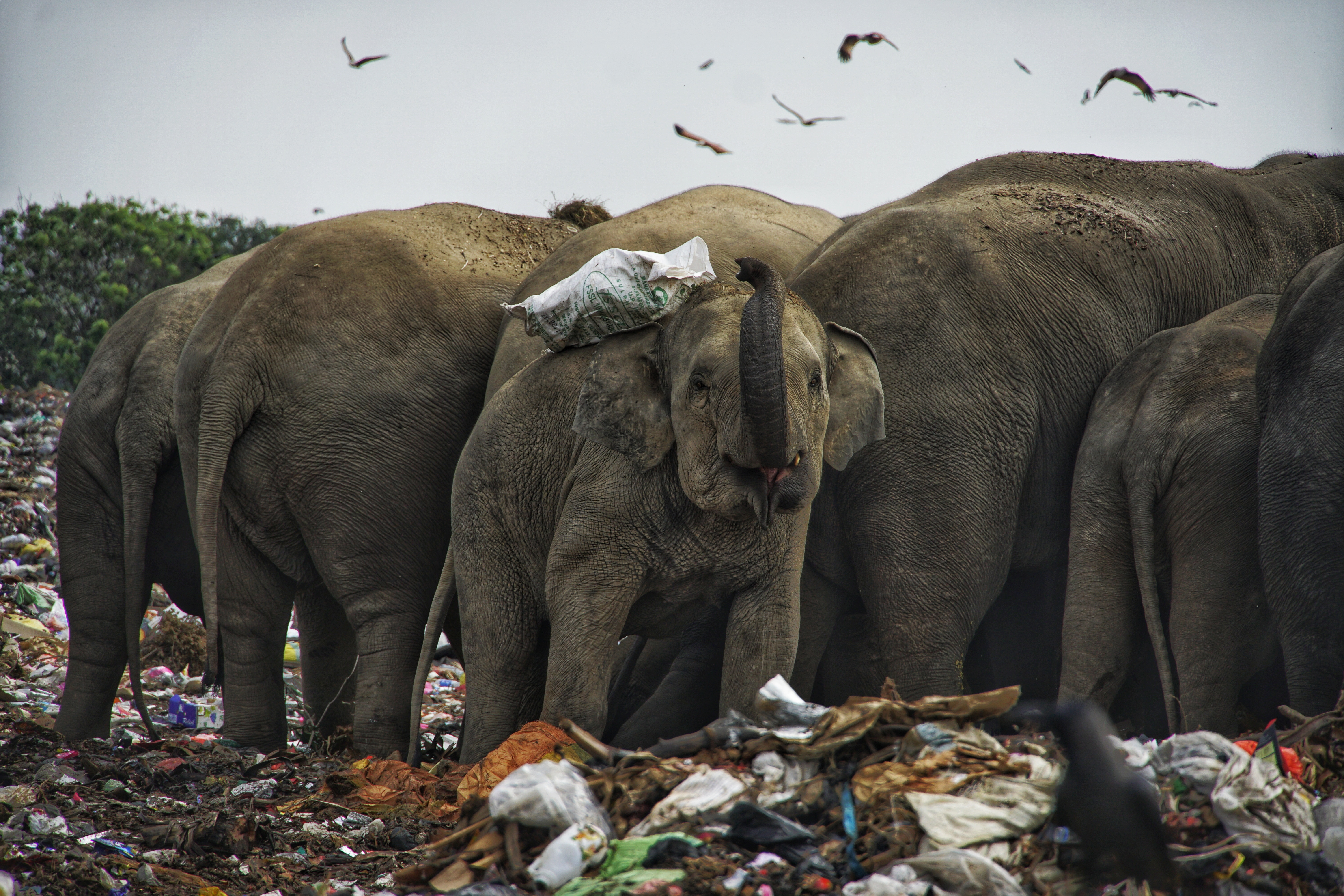
Des oiseaux et des éléphants sur une décharge se servant et se nourrissant de débris (Ampara, Sri Lanka, 2006).

Sur le plan environnemental, la société de consommation n'est pas durable, son empreinte écologique est trop forte. L'économiste Daniel Cohen souligne que si la Chine avait le même nombre de voitures par habitant que les États-Unis, elle consommerait la totalité de la production pétrolière mondiale, ou que si elle avait la même consommation par habitant, elle devrait utiliser l'ensemble des forêts de la planète. Le mode de développement occidental se caractérise par une surconsommation globale et n'est donc pas généralisable à l'échelle planétaire. De manière générale, son modèle économique repose sur une croissance infinie qui doit se déployer à partir d'un monde fini, ce qui est un paradoxe. Cette contradiction est ainsi régulièrement soulevée par les tenants de la décroissance économique. En outre, un tel modèle implique sur l'environnement les effets délétères suivants : raréfaction des ressources naturelles (notamment énergétiques) déjà évoqué, réchauffement climatique, réduction de la biodiversité, insuffisance de traitement adéquat des déchets, pollutions en tous genres, etc.. Ces phénomènes mis ensemble (ou un phénomène particulier s'agissant du changement climatique ou de la déplétion de biodiversité par exemple) ont le pouvoir, à terme, de provoquer un effondrement de notre société et de compromettre de manière irréversible l'habitabilité de la planète. Il s'agit d'une urgence sur les trente ans à venir (de 2020 à 2050). Or, la société de consommation, imbriquée dans ce modèle économique, en encourageant une consommation effrénée et irraisonnable et un gaspillage généralisé, renforce ces constats par l'implication de l'extraction des matières premières, de leur raffinage, de la production des biens, de leur transport et distribution, de la consommation elle-même et de l'élimination des restes de marchandises consommées ou non achetées.

### Bilan
Le concept de « société de consommation » est un concept à la fois descriptif et normatif. D'une part, il décrit une société qui a vu la consommation et la communication à son sujet prendre une part beaucoup plus importante dans la vie sociale et, a fortiori, sur l'environnement. D'autre part, le concept implique le jugement selon lequel cette société de consommation est, au mieux, un fourvoiement existentiel des êtres humains ou, au pire, vouée à disparaître du fait de la pression sur l'environnement qu'elle présuppose qui mènera à l'abandonner soit volontairement, soit par la force des choses (par effondrement ou dépassement de la capacité planétaire à approvisionner cette demande excessive).

## Mouvements critiques, scientifiques et propositions d'alternatives
Plusieurs mouvements socio-politiques se sont mis en place pour dénoncer les fondements et les effets de la société de consommation : notamment, les antipub, les altermondialistes et les décroissants, déjà cités, et les mouvements écologistes, anticapitalistes et une partie des partis politiques de gauche qui en critiquent certains aspects. Les altermondialistes contestent notamment la société de consommation par leur slogan : « d'autres mondes sont possibles ». Pour ces derniers notamment, il faut donc repenser la société dans son ensemble, mettre en place des alternatives viables et sortir du « monde » actuel qu'est le capitalisme.
Également, du fait des enjeux considérables évoqués plus haut, de plus en plus de chercheurs, sortent de leur réserve habituelle et demandent que les conditions d'une transition écologique devant déboucher sur une durabilité effective soit mise en place par les décideurs. Or, étant donné que, dans le système économique actuel, une surconsommation est exigée en permanence afin de faire croître le produit intérieur brut (PIB), ces mêmes scientifiques proposent de penser différemment la prospérité et de créer des indicateurs économiques et un fonctionnement économique différents,,,.

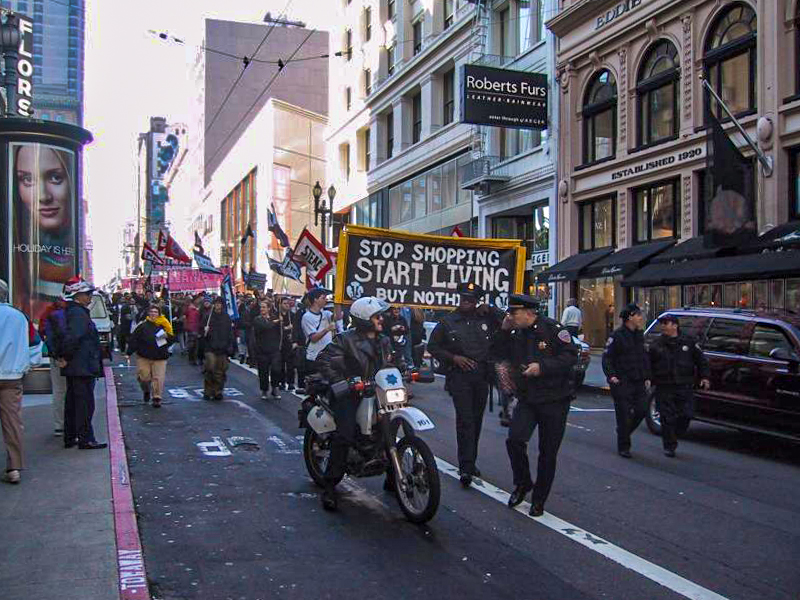
Manifestation lors d'une Journée sans achat (San Francisco, États-Unis, 2000).

Également, un concept a notamment mûri en contre-pied à la société de consommation, celui de « simplicité volontaire » ou « sobriété volontaire ». Sur le plan individuel, il s'agit de repenser sa consommation de biens matériels afin de la réaligner sur ses besoins essentiels. Le bien-être, le bonheur de la personne est défini autrement et recherché ailleurs que dans l'achat et la possession qui sont relégués au statut de moyens de subsistance. Différentes motivations (écologique, sociale, religieuse, spirituelle, philosophique, économique, etc.) peuvent être liées à la sobriété volontaire, qui peut alors prendre différents sens. De nombreux mouvements prônent cette idée et le mode de vie qui en découle. En outre, cette notion ne concerne pas seulement le domaine individuel, mais peut s'entendre comme projet sectoriel (avec par exemple la sobriété économique, énergétique ou numérique) et sociétal dans son ensemble.
La Journée sans achat est un exemple de sensibilisation à la sobriété à travers un événement ponctuel.

## Dans l'art et l'industrie culturelle
Le rapport de l'art et de l'industrie culturelle avec la société de consommation est ambivalent. D'une part, à l'instar d'autres secteurs économiques, l'art peut être décrit comme un marché, répondant donc à une logique commerciale de maximisation de la vente aux clients. En outre, de nombreuses œuvres peuvent encourager la consommation dans leur message, notamment par le biais de placements de produits plus ou moins subtils, comme c'est le cas par exemple dans la trilogie cinématographique Retour vers le futur ou de la chanson Sapé comme jamais de (Maître) Gims qui mettent en valeur plusieurs marques commerciales. Sous cet angle, la production culturelle est tout à fait intégrée au phénomène de société de consommation. D'autre part, l'art peut aussi, à l'inverse, être un outil de dénonciation de cette société de consommation, notamment en questionnant de diverses manières son bien-fondé ou ses effets.
Cette ambiguïté de l'art et de l'industrie culturelle à propos de la société de consommation peut entraîner différentes interprétations sur une même œuvre. Par exemple, en 2010, la pochette de l'album J'accuse du chanteur Damien Saez, présentant une jeune femme nue dans un caddie, a provoqué une polémique. Selon le chanteur, l'intention de cette couverture était précisément d'alerter par le second degré, sur l'objetisation de l'être humain, en l’occurrence de la femme. Cette démarche a pourtant été prise au premier degré par certains.
Sont évoqués plus bas, des exemples d’œuvres dans la peinture, la sculpture, la photographie, la musique et le cinéma, qui posent un regard critique sur la société de consommation ou certains de ses aspects.

### Arts visuels

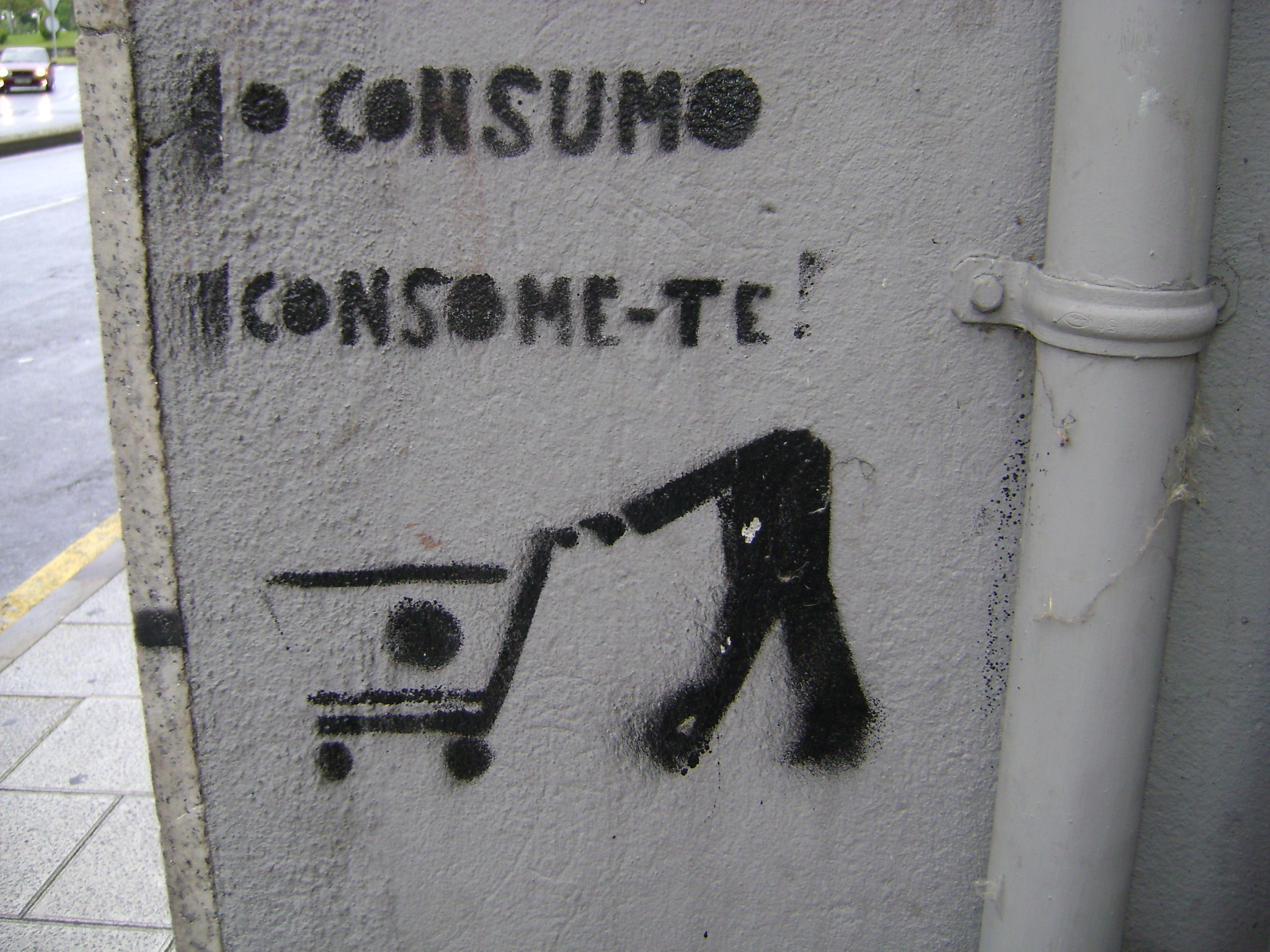
Pochoir anticonsumériste : « la consommation vous consume ! » (2009).

Dans les nations industrialisées, le thème de la société de consommation a été traité par de nombreux artistes de différents mouvements des arts visuels. Ainsi, nous pouvons citer pour la peinture et la sculpture, d'une part, les Européens du nouveau réalisme (par exemple, Arman, La Poubelle des Halles, 1961) et de la nouvelle figuration (notamment, Erró, Foodscape, 1962, ou Braun-Vega et sa série sur L'enlèvement des sabines d'après Nicolas Poussin, 1973) et, d'autre part, les Américains du pop art (par exemple, Andy Warhol, Campbell's Soup Cans, 1962) et de l'hyperréalisme (notamment, Duane Hanson, Lady's Market, 1969-1970). Concernant l'art urbain, Banksy a réalisé un pochoir nommé Shop Until You Drop (2011), représentant une femme et son caddie chutant dans le vide. Pour la photographie, l'artiste Seph Lawless a réalisé des clichés de malls américains abandonnés, cependant sa démarche vise plutôt à déplorer la désertion de ces lieux et à rendre hommage à ce qu'il juge être un patrimoine national.

### Musique
Différents artistes de différents genres musicaux se sont mobilisés à travers plusieurs chansons contre la société de consommation. Ainsi, la liste ci-dessous comprend du rock, de la pop, du rap, du reggae, etc. Les sujets traités sont aussi passablement variés.
- 1955, La Complainte du progrès de Boris Vian sur l'enjeu dans la vie de couple d'acquérir et de posséder des équipements domestiques à la pointe du « progrès », se moquant notamment du Salon des arts ménagers.
- 1972, Money des Pink Floyd sur la centralité de l'argent et de son échange dans la vie sociale et privée.
- 1985, Material Girl de Madonna sur la question du lien entre quantité de richesse financière et aptitude à la séduction.
- 1993, Foule sentimentale d'Alain Souchon sur la duperie d'un discours qui « fait croire que le bonheur c'est d'avoir » et qui élude les problèmes relatifs à la fabrication de ces « quantités de choses ».
- 1997, Ouvre les yeux de Bambi Cruz sur « un système […] un sombre pouvoir dans l'ombre » qui manipulerait les populations notamment par le biais d'un encouragement au consumérisme.
- 1997, Barbie Girl d'Aqua.
- 1998, L'Hymne de nos campagnes de Tryo sur la perte de sens et la tristesse d'un monde artificialisé et l'intérêt de penser et vivre différemment le lien entre être humain et nature.
- 2001, Les choses de Jean-Jacques Goldman sur l'établissement de la possession matérielle individuelle et l'apparence comme identité, but de vie et même religion.
- 2005, Putain ça penche d'Alain Souchon sur la vacuité qui se cache derrière des marques commerciales réputées et leurs noms.
- 2014, Le Graal de Kyo sur l'exigence de beauté et de santé, l'importance de la cosmétique et le désir de « jeunesse éternelle ».
- 2015, Carmen de Stromae sur les effets délétères des réseaux sociaux sur leurs utilisateurs et leurs relations aux autres, notamment sur leurs relations amoureuses.
- 2017, Mon précieux de Soprano sur l'emprise des téléphones portables sur leurs propriétaires au détriment de leur vie réelle.
- 2017, Palpal de Lomepal.

### Cinéma
Le cinéma offre également différents films touchant au consumérisme. Les genres en sont la comédie, le drame, le film d'anticipation, le film d'aventures, etc.
- 1936, Les Temps modernes, de Charlie Chaplin.
- 1958, Mon oncle de Jacques Tati.
- 1967, Playtime de Jacques Tati.
- 1973, La Grande Bouffe de Marco Ferreri.
- 1973, Moi y'en a vouloir des sous de Jean Yanne.
- 1973, Themroc de Claude Faraldo.
- 1976, Le Jouet de Francis Veber.
- 1986, Mosquito Coast de Peter Weir.
- 1988, Invasion Los Angeles de John Carpenter.
- 1995, Clueless d'Amy Heckerling.
- 1999, Fight Club de David Fincher.
- 2006, Idiocracy de Mike Judge.
- 2007, Into the Wild de Sean Penn.
- 2007, 99 francs de Jan Kounen.
- 2013, The Bling Ring de Sofia Coppola.